# Marinesperrzeugamt Starkshorn

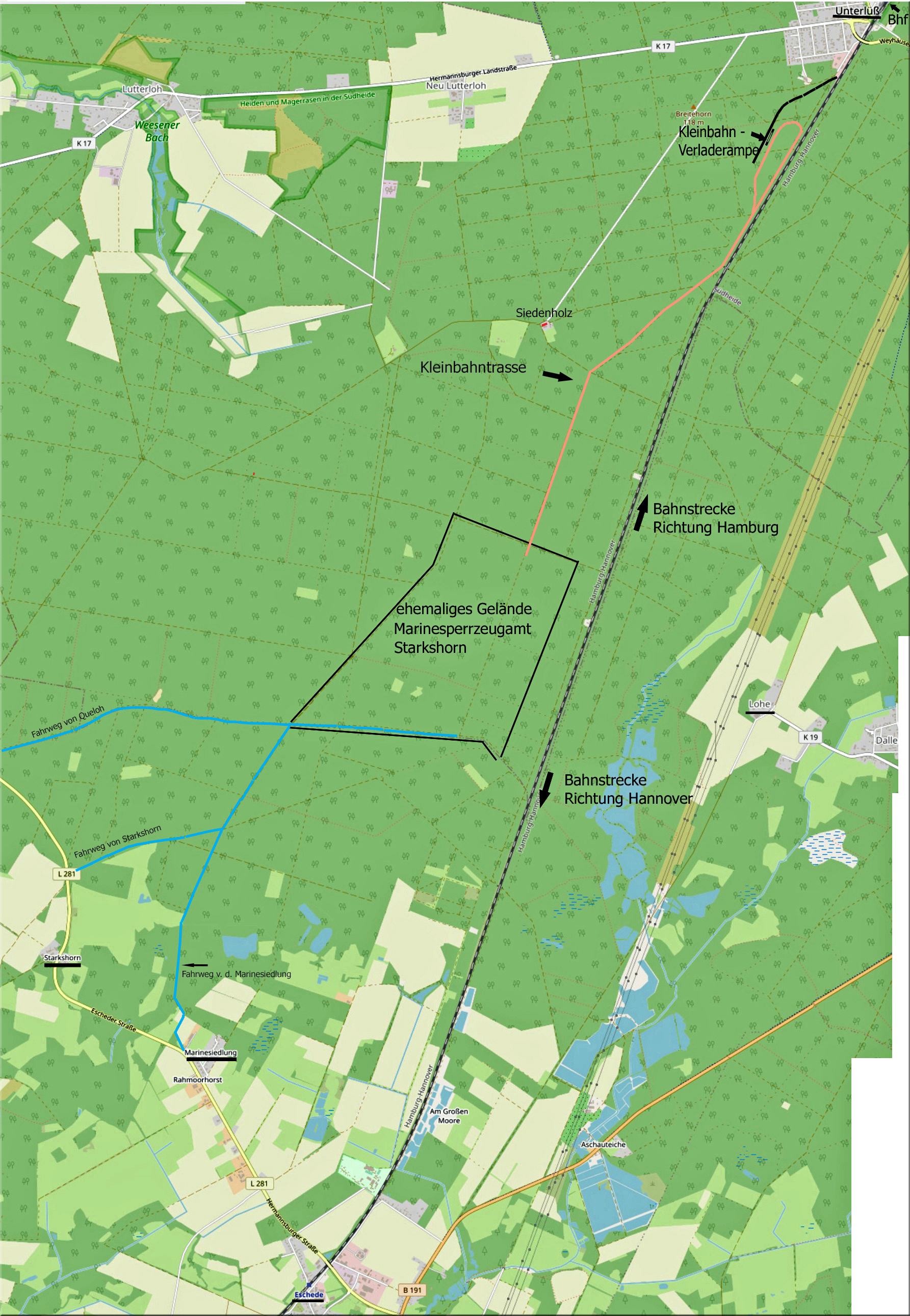
Karte

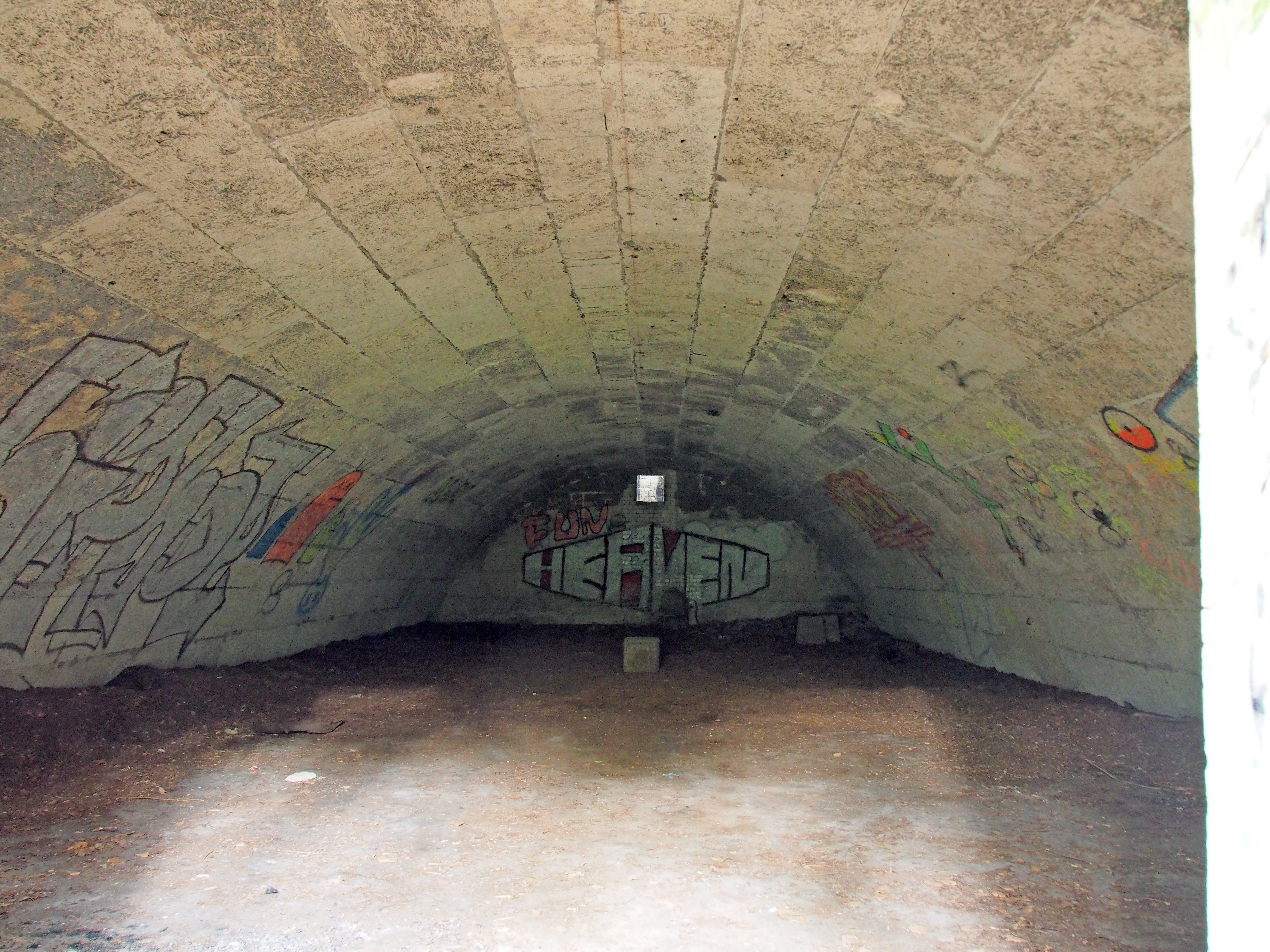
Bunker (großer Typ) auf dem Gelände des ehemaligen Sperrzeugamtes

Das Marinesperrzeugamt Starkshorn (ab 1943 Sperrwaffenarsenal) war eine Munitionsanstalt, die von der deutschen Kriegsmarine vor und während des Zweiten Weltkriegs errichtet wurde. Es diente der Herstellung, Lagerung und Wartung von Torpedos, Seeminen und Bojen, die für den Einsatz in der Nord- und Ostsee und im Atlantik bestimmt waren. („Sperrwaffen“ ist der Oberbegriff für das im Minenkrieg verwendete Material.)

## Geschichte

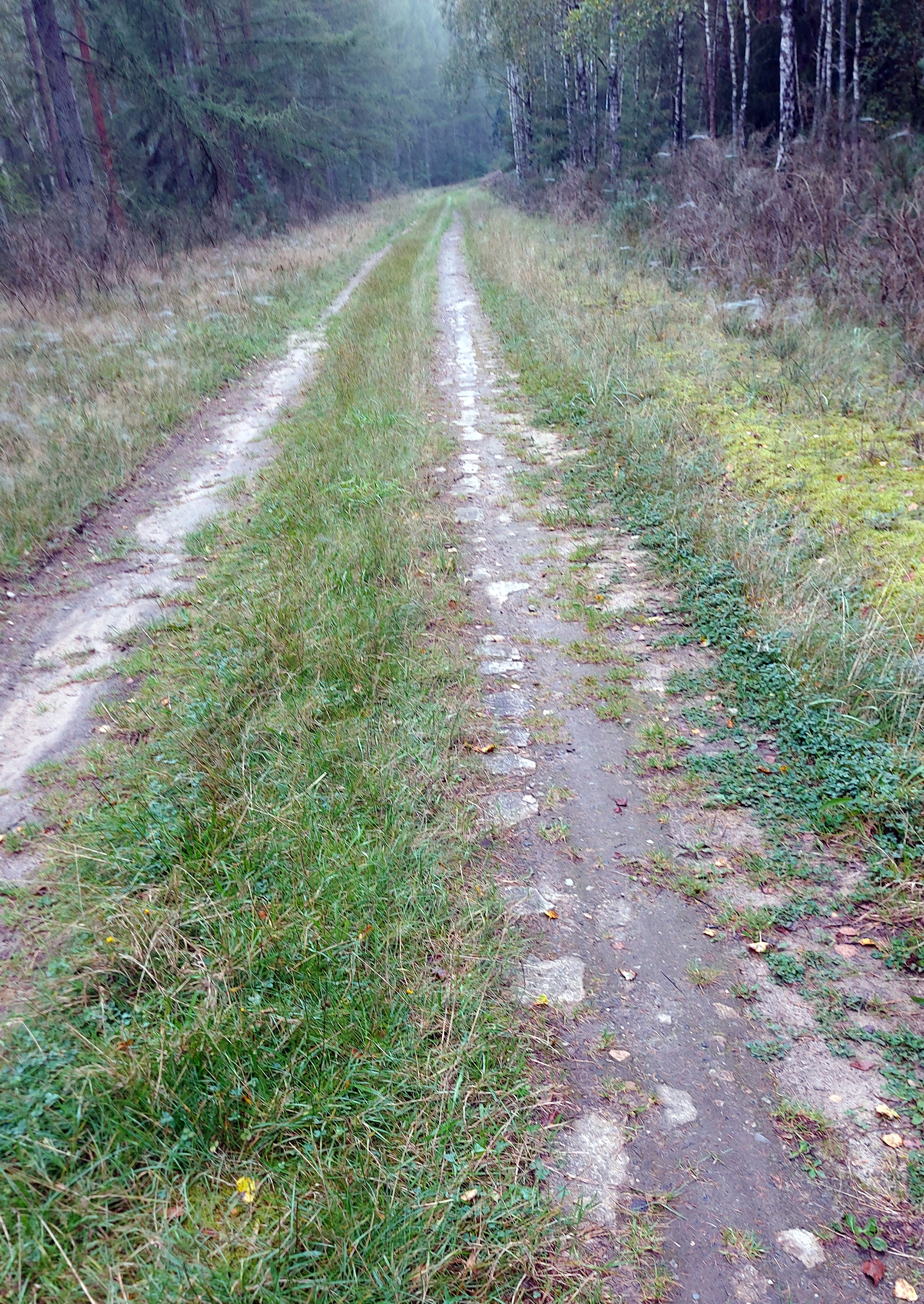
Ehemaliger Zufahrtsweg zum Sperrzeugamt

Am 7. Juni 1937 wurden dem Bürgermeister der Gemeinde Starkshorn (heute ein Ortsteil der Gemeinde Eschede), in Niedersachsen, in einem als „geheim“ eingestuften Schreiben der Kriegsmarinewerft Wilhelmshaven, die Einzelheiten des Baues eines Marinesperrzeugamtes mitgeteilt. Die Gemeindeverbindungswege zwischen Starkshorn und Lohe sowie zwischen Starkshorn und Unterlüß sollten ausgebaut und befestigt und in Zukunft unterhalten werden.
Am 1. Oktober 1937 gab das Unterlüßer Forstamt Lüß eine fast 250 ha große Waldfläche bei Starkshorn, an die Kriegsmarinewerft Wilhelmshaven ab. Außerdem wurden Flächen für das Kleinbahngleis nach Unterlüß und den Verladebahnhof, etwa 1500 m südlich des Bahnhofs Unterlüß, benötigt. Pachtzahlungen hierfür wurden nicht geleistet.
Die ländliche Gegend mit dem großen Waldgelände wurde aus Gründen der guten Tarnung als Standort des Rüstungsbetriebes gewählt.

## Aufbau des Sperrzeugamtes

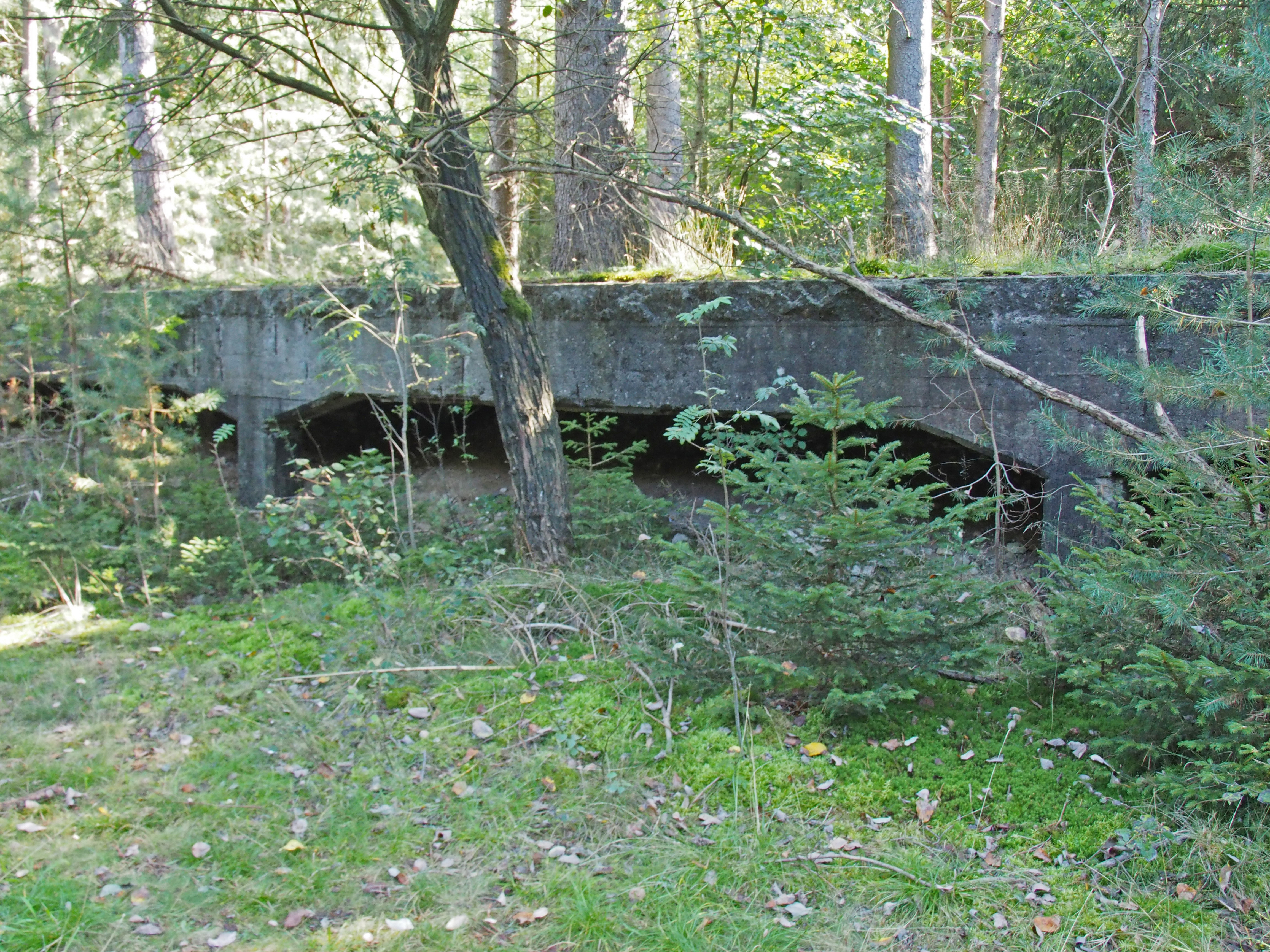
Verladerampe (140 m lang) bei Unterlüß

Mit dem Bau der Anlage wurde wahrscheinlich im November 1937 begonnen. Um die Tarnung nicht zu gefährden, wurde darauf geachtet, dass der Baumbestand weitgehend erhalten blieb, Kahlschläge wurden vermieden. Von Starkshorn wurde eine gepflasterte Straße bis zum Haupttor im Süden des Komplexes gebaut.
Als erstes wurden im südwestlichen Bereich zwei Wohnbaracken, eine Küchenbaracke mit Kantine und eine Baracke mit Waschräumen errichtet. Der Trakt erhielt den Namen „Wacholderhof“. In diesem Bereich wurden die Arbeiter untergebracht, die die Anlage aufbauten.
In der Nähe des Haupttores stand auch das Verwaltungsgebäude, das Lohnbüro, eine Wäscherei und verschiedene Werkstätten, ein Sanitätsraum, eine Küche mit Speisesaal, jeweils getrennt für Arbeiter und Waffenwarte, sowie die Offiziersmesse. Daneben befanden sich hier eine viertorige Garage, ein Luftschutzbunker und ein Lokschuppen, ebenso ein Heizwerk das sämtliche Verwaltungs- und Betriebsgebäude mit Wärme versorgte. Ein Gebäude mit Waschräumen, Duschen und Badewannen, getrennt für Frauen und Männer, wurde errichtet. Rechts vor dem Haupttor war die Wache, dieser gegenüber die Telefonzentrale und die Stempeluhr. Nicht weit davon entstand ein Prüfgebäude für die empfindlichen Zündeinrichtungen der Magnetminen. Es entstanden mehrere Montagehallen, in denen aus den angelieferten Einzelteilen die Minen zusammengebaut wurden.
Insgesamt entstanden auf dem Gelände mehr als 200 Gebäude, davon rund 110 Bunker, die Platz für mehr als 7000 Seeminen boten. Zwei unterschiedliche Bunkertypen wurden gebaut. Typ 1, ca. 12 m mal 2,5 m groß, diente der Lagerung von Minenzündern und Sprengbüchsen. Typ 2 besaß ein Tonnengewölbe, war ca. 20 m mal 8 m groß, hier lagerten Torpedo-, Kugel- und Ankertauminen. Die Bunker erhielten zur Tarnung sofort eine Erdabdeckung und darauf schnell wachsendes Buschwerk. Alle Bunker hatten einen Telefonanschluss. Der Strom kam aus dem öffentlichen Elektronetz. Für Notfälle standen Diesel Notstromaggregate zur Verfügung. In der Wasserversorgung war das Marinesperrzeugamt autonom. Das gesamte Gelände war eingezäunt. Innerhalb des Zaunes patrouillierte eine private Wachgesellschaft, außerhalb wachten Soldaten eines Marine-Landesschützenzuges. Die ersten Bauten waren im Laufe des Jahres 1938 fertiggestellt. Im Dezember 1938 wurde die Minenproduktion in Teilen aufgenommen.
Im Juli 1939 näherten sich die Bauarbeiten dem Ende, es wurde aber bereits eine Erweiterung geplant, die 1940 im Süden des Geländes vorgenommen wurde. In dem Jahr wurde auch die Entsorgung der Abwässer über eine Klärgrube in Angriff genommen. Im Mai 1941 übernahm man für 1622,53 Reichsmark ein zusätzliches 5468 Quadratmeter großes Grundstück, auf dem zwei Kasernen für Marinepersonal und Wachleute errichtet wurden.
In der Kriegschronik der Kriegsmarinewerft Wilhelmshaven werden 1942 für das Marinesperrzeugamt Starkshorn Gesamtkosten von 6,7 Millionen Reichsmark genannt.

### Dienstwohnungsbau

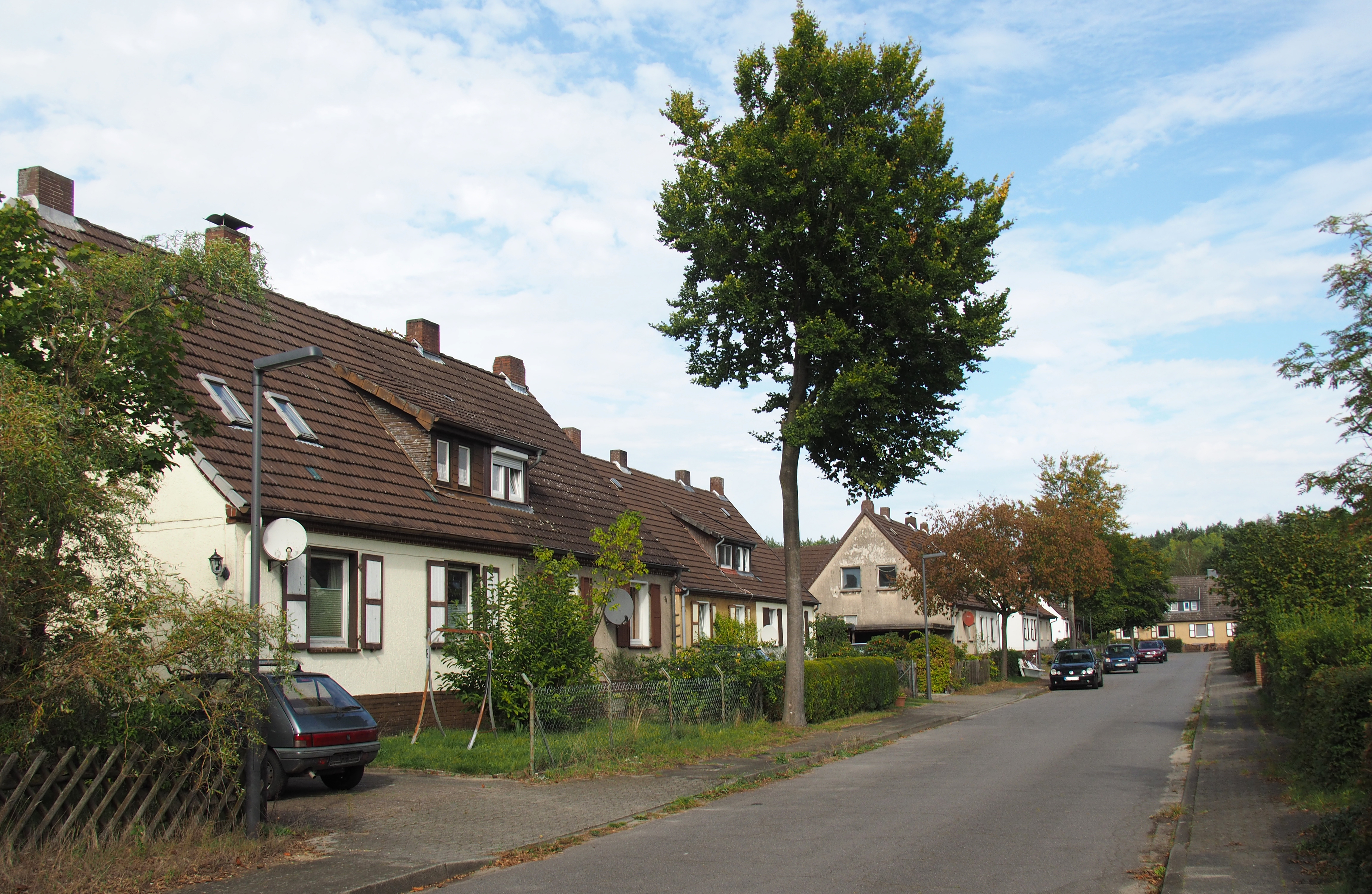
Marinesiedlung

Parallel zum Aufbau des Munitionsanstaltgeländes entstanden für die Waffenwarte und Offiziere nahe Eschede 16 Doppelhäuser. Die „Marinesiedlung“, die noch heute existiert und diesen Namen trägt. Auch in Celle wurde für die Waffenwarte ein Wohngebäude und für die Offiziere insgesamt sieben Wohnungen errichtet.

## Sperrzeugproduktion
Im Jahre 1939 nahmen die ersten Dienstverpflichteten, überwiegend Sudetendeutsche, zusammen mit Männern und Frauen aus Eschede und Celle den Zusammenbau von Seeminen auf. Insgesamt waren weit mehr als 100 Personen beschäftigt, neben Freiwilligen und Dienstverpflichteten auch mehrere Kriegsgefangene. Die etwa 20 russischen Kriegsgefangenen kamen aus dem Stalag XI B in Fallingbostel. Sie waren in einem separaten, eingezäunten Bereich des Sperrzeugamtes untergebracht und hatten ihre eigene Küche. Die Verpflegung war sehr schlecht.
In der Anlage wurden die unterschiedlichsten Minentypen zusammengebaut. Sowohl Minen die bei Berührung detonierten, als auch Fernzünderminen, die auf magnetische, akustische oder Druckveränderungen reagierten, darunter waren z. B. Torpedominen und Ankertauminen. Wahrscheinlich wurden auch Sperrschutzmittel, wie Sprengbojen, Reißbojen, Zeitbojen gebaut. Das Sperrzeugamt erhielt die Einzelteile hierfür geliefert. Diese mussten vor dem Zusammenbau noch einer Nachbehandlung unterworfen werden.
Im Kriegstagebuch der Rüstungsinspektion XI Hannover wurden folgende Firmen als Teile-Lieferanten genannt: Bode-Panzer, Hannover; Eisenhüttenwerke, Thale; Hartmann & Braun, Braunschweig; Körting, Hannover; Schäffer & Budenberg, Magdeburg; Wilhelm Schmidding, Hannover; Emil Wieger, Magdeburg; Wilke-Werke, Braunschweig und Isolier-Werke, Celle.
Die Sprengstoffwerke Allendorf und Herrenwald und wahrscheinlich auch die Sprengstofffabrik Hessisch Lichtenau lieferten Torpedominen nach Starkshorn.
Auf dem Areal gab es keine Straßen. Die Materialtransporte innerhalb des Geländes und die An- und Abtransporte fanden mit vier oder fünf kleinen Diesellokomotiven mit Loren statt. Die Anlage verfügte über ein dichtes Netz von Feldbahngleisen mit einer Spurweite von 64 cm. Etwa 1500 m südlich des Bahnhofs Unterlüß befand sich eine 140 m lange Verladerampe. Dort wurden mit der Kleinbahn die fertig produzierten Teile angeliefert und auf Waggons auf den nahen Reichsbahngleisen umgeladen.

### Unfälle
Am 21. März 1944 verunglückte unter nicht mehr bekannten Umständen ein Mann tödlich, vermutlich einer der Lokführer der Kleinbahn.
Am 4. Oktober 1944 kam es zu einem weiteren folgenschweren Unfall. Bei einer Explosion kamen drei Waffenwarte ums Leben. Vermutlich kam es durch einen Irrläufer zu dem Unglück. Eine neuartige, hier nicht bekannte Mine, die eigentlich wohl für eine Luftwaffen- oder Heeresmunitionsanstalt bestimmt war, explodierte.

### Militärische Leitung
Etwa 10 Offiziere und 20 Feldwebel (Waffen- und Oberwaffenwarte) waren in dem Marinesperrzeugamt in leitender Position tätig.
Der erste Kommandeur des Sperrzeugamtes war Fregattenkapitän Hermann Hollmann. Im Januar 1942 wurde Hollmann von Fregattenkapitän Theodor Groth abgelöst. Ab April 1943 übernahm Fregattenkapitän Kurt Ebert die Leitung.
Das Sperrwaffenamt Starkshorn war der Sperrwaffeninspektion in Conow unterstellt. Diese unterstand dem Marineoberkommando Ostsee.

## Nachkriegszeit

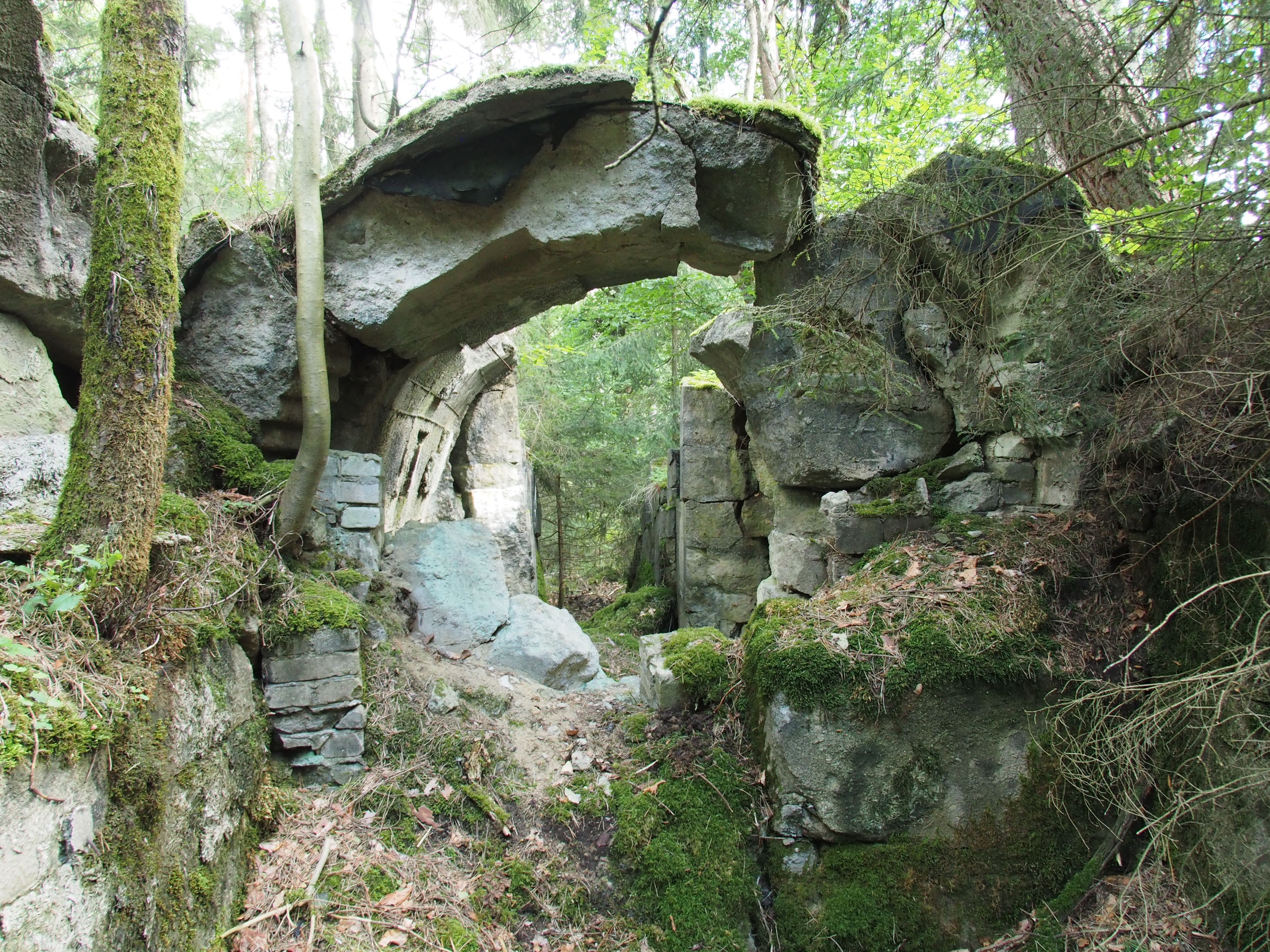
Reste eines gesprengten Bunkers

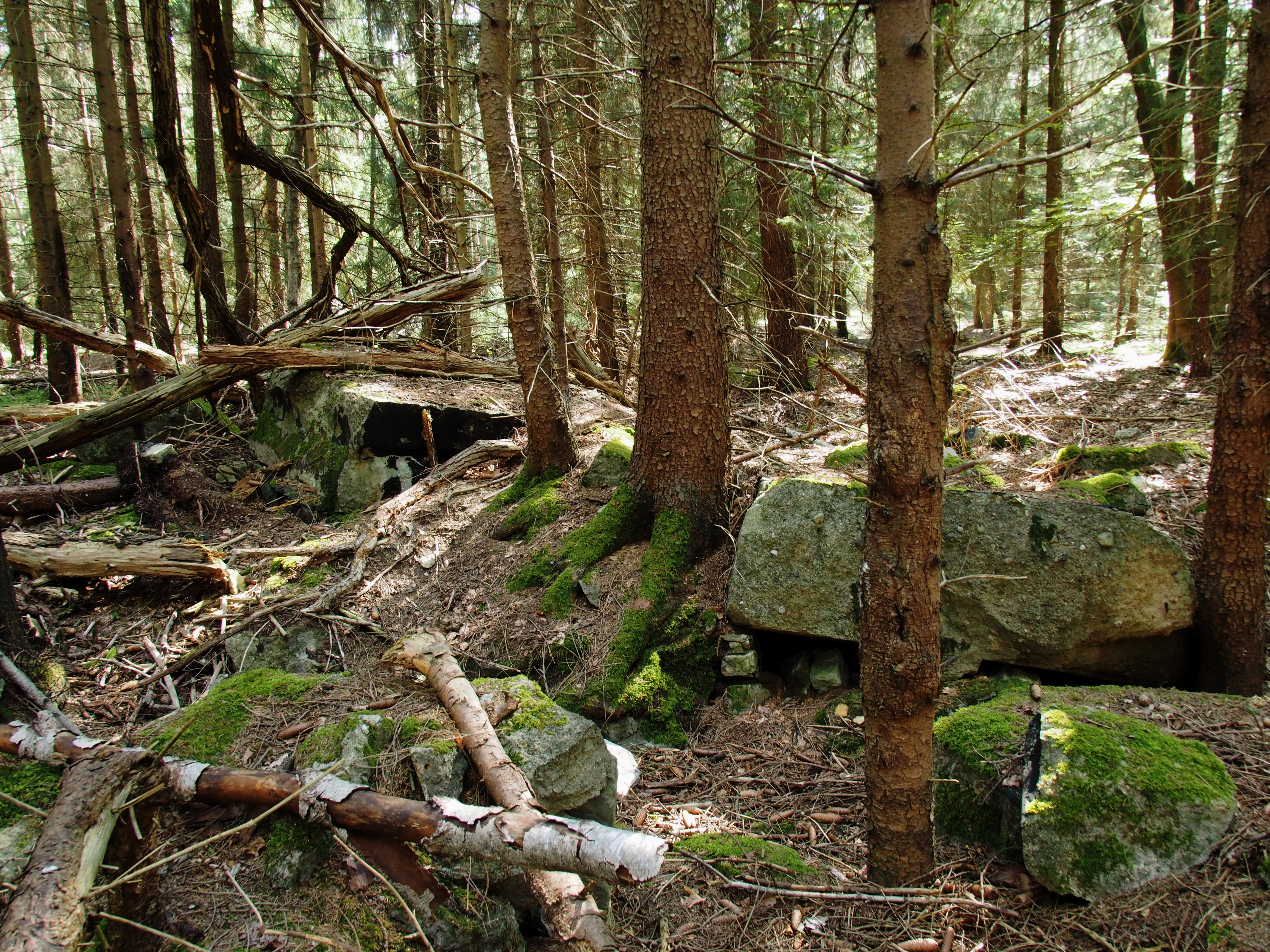
Fundament-Reste

Ab Ende Februar 1945 wurden in den Baracken erstmals Flüchtlinge untergebracht, etwa 100 Personen die aus Hinterpommern und Ostpreußen kamen. Zu der Zeit wohnten aber auch immer noch Zwangsarbeiter in einigen der Baracken.
Die Bunker waren alle zur Sprengung vorbereitet worden. Vor dem Einrücken der britischen Truppen wollte man alles zerstören. Die Pläne und Unterlagen des Amtes waren bereits Anfang April 1945 vernichtet worden. Die Zufahrten zum Marinesperrzeugamt sollten eigentlich vermint werden, was aber wohl von einem der Waffenwarte und eventuelle auch noch von anderen Kräften verhindert wurde. Die Rechnungen an die Handwerker und Handelsgeschäfte wurden nicht mehr bezahlt.
Am 12. April 1945, die britischen Streitkräfte waren schon in Celle, sollte die Bunkersprengung stattfinden. Die Offiziere hatten sich am gleichen Tag in Richtung Kiel abgesetzt. Alle restlichen Bewohner verbrachten zur Sicherheit die Nacht im Wald. Die Sprengung klappte aber aus nicht bekannten Gründen nicht. Am 13. April 1945 erreichten erste Soldaten des 7. Bataillons der Seaforth Highlanders das Gelände. Den Alliierten war durch Auswertung von Karten der Luftaufnahmen bekannt, dass sich hier im Wald eine militärische Anlage befand.
Einige Tage später wurde mit den Sprengungen der zurückgelassenen Munition und der Bunker begonnen. Aus dem gesamten norddeutschen Raum wurde Munition zur Sprengung hierher gebracht. Darunter auch Sprengköpfe der V1 und V2. Das dauerte bis in den Herbst 1945. Zwei der Bunker sind bis heute noch nahezu intakt geblieben. Der letzte Kommandant des Sperrzeugamtes, Fregattenkapitän Ebert, leitete die Sprengungen. Er war auch, zusammen mit einem englischen Offizier, für die Auflösung der Anlage zuständig.
Die Engländer montieren alle brauchbaren Einrichtungen ab. Das Pflaster der Straße zwischen Starkshorn und dem Marinesperrzeugamt wurde aufgerissen. Die Steine wurden zum großen Teil verkauft. Alles was übrig blieb, wie der Maschendrahtzaun, Betonpfähle, Erdkabel, Wasserleitungen und Ziegelsteine, wurden von den Deutschen genutzt. Schrottsammler suchten nach Buntmetall. Am 9. Juni 1950 kam es hierbei zu einem folgenschweren Unfall. Ein 48-jähriger Vater und sein 18-jähriger Sohn wurden bei der Detonation einer 150-Kilogramm-Bombe getötet. Von kanadischen Arbeitern wurden in dem Wald rund 50.000 Festmeter Grubenholz geschlagen. Der Forstmeister bat den Admiral der Kriegsmarine, für den Abtransport dieser Hölzer die Feldbahn nutzen zu dürfen.

### Geländesanierung

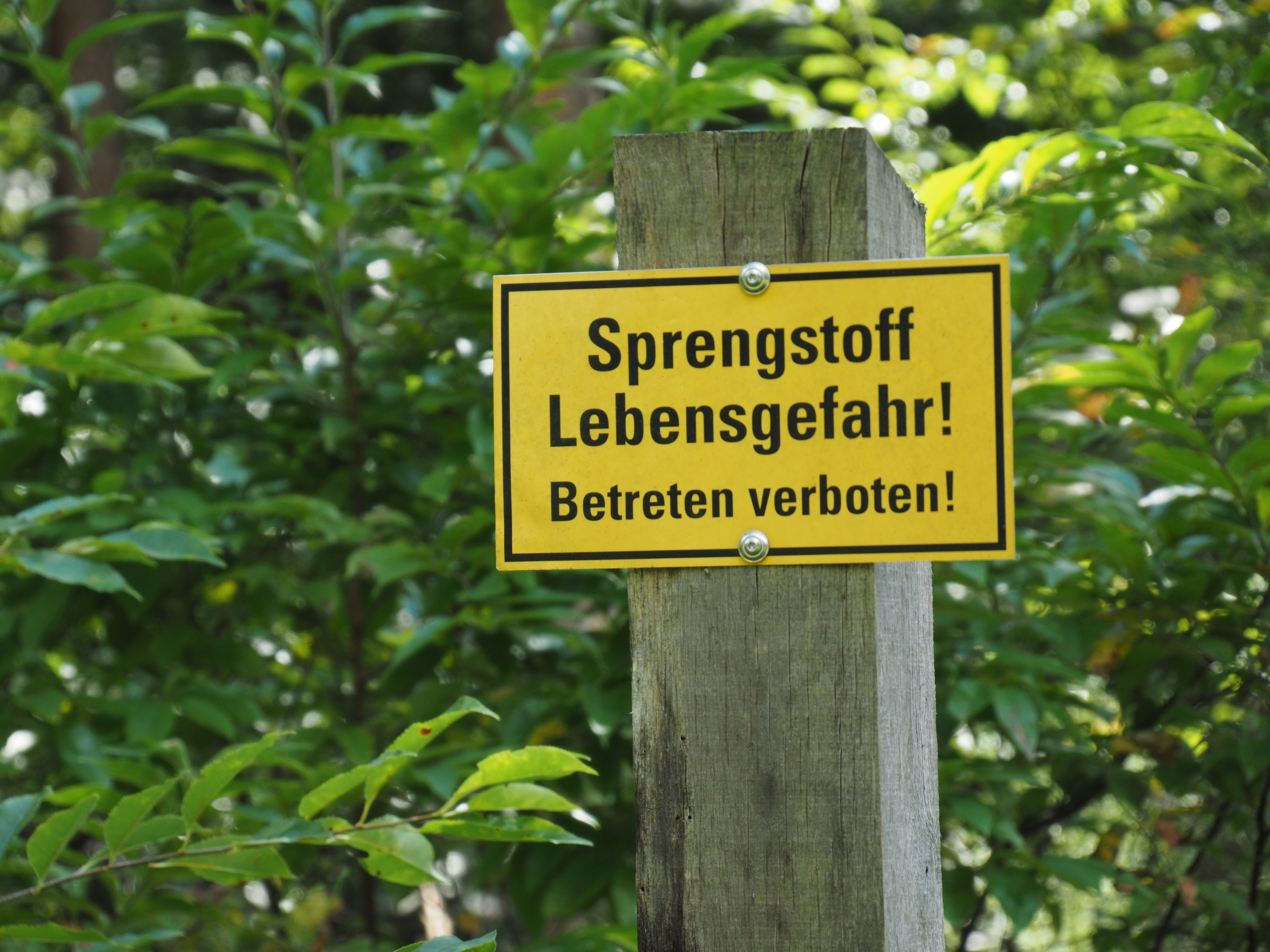
Warnschild August 2023

Vom 20. November 1950 bis 28. Juli 1951 wurde das Gelände vom Kampfmittelbeseitigungsdienst Niedersachsen der Polizeidirektion Hannover von Sprengkörpern gesäubert. Es wurden insgesamt 78 to. Munition, darunter 73 Seeminen und 57 Bomben, geborgen. 1952 stellte die Polizei fest, dass sich in den Bunkern immer noch Munition und Minenzünder und in den Sprenggruben noch Bomben befinden. 1955 wurde die Säuberung des Geländes vorgenommen. Die zuständige Polizeidirektion Hannover sah das Gelände als total geräumt an, wollte aber keine Gewähr für hundertprozentige Sicherheit übernehmen. 1991 wurden von dem Bombenräumdienst doch noch größere Mengen Munitionsschrott und auch scharfe Granaten gefunden.
Die „endgültige Sanierung“ wurde im Jahre 2017 durchgeführt, wie die Cellesche Zeitung in ihrem Artikel vom 24. Februar 2017 ankündigte. Sie erfolgte durch den Kampfmittelbeseitigungsdienst Hannover. Es wurde mit Kosten von rund 2,5 Millionen und der Arbeitsdauer von mindestens sechs Monaten gerechnet.

### Atomare Wiederaufbereitungsanlage
1972 wurden im Auftrag des Bundesforschungsministeriums 26 Salzstöcke auf die Tauglichkeit als Deponie für radioaktiven Abfall untersucht. Im Februar 1976 wurde bekannt, dass der damalige Ministerpräsident Niedersachsens, Ernst Albrecht, unter anderem auch den Raum Unterlüß für die im Atomprogramm vorgesehene atomare Wiederaufbereitungsanlage, mit Endlager in einem Salzstock, vorgeschlagen hatte. Auch das in diesem Gebiet liegende ehemalige Sperrzeugamts-Gelände war im Gespräch.
In Hermannsburg, Unterlüß, Eschede und Celle entstanden in dieser Zeit Bürgerinitiativen gegen Atomanlagen, von denen die seinerzeit bedeutendste die BI Südheide war. Die zunächst vorgesehenen Orte wurden alle verworfen. Die Geologen empfahlen später Gorleben für die Einrichtungen zur Zwischenlagerung, Weiterbehandlung und Endlagerung radioaktiven Abfalls.

September 2023
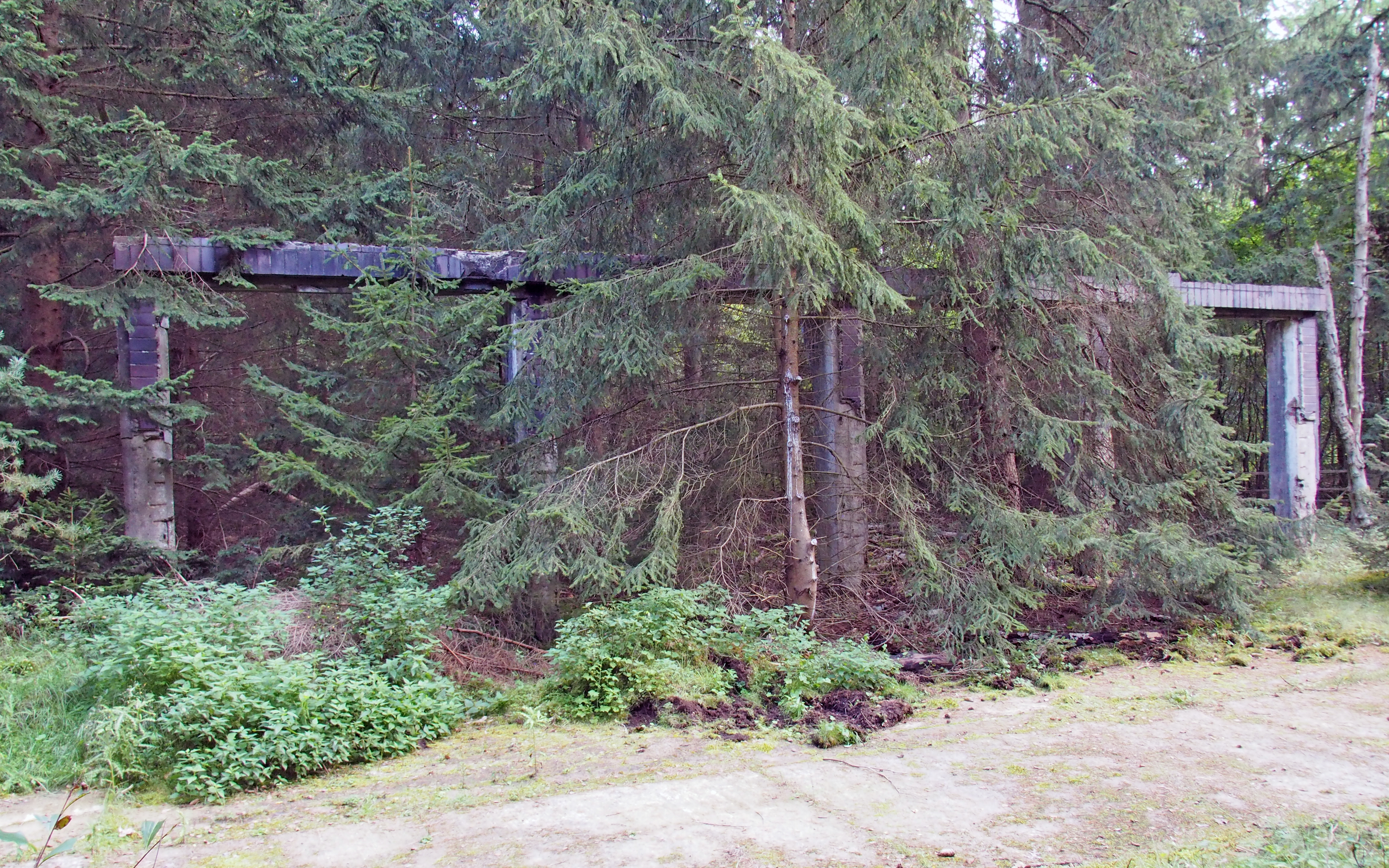
Ehemalige Garage mit 4-flügeligem Tor
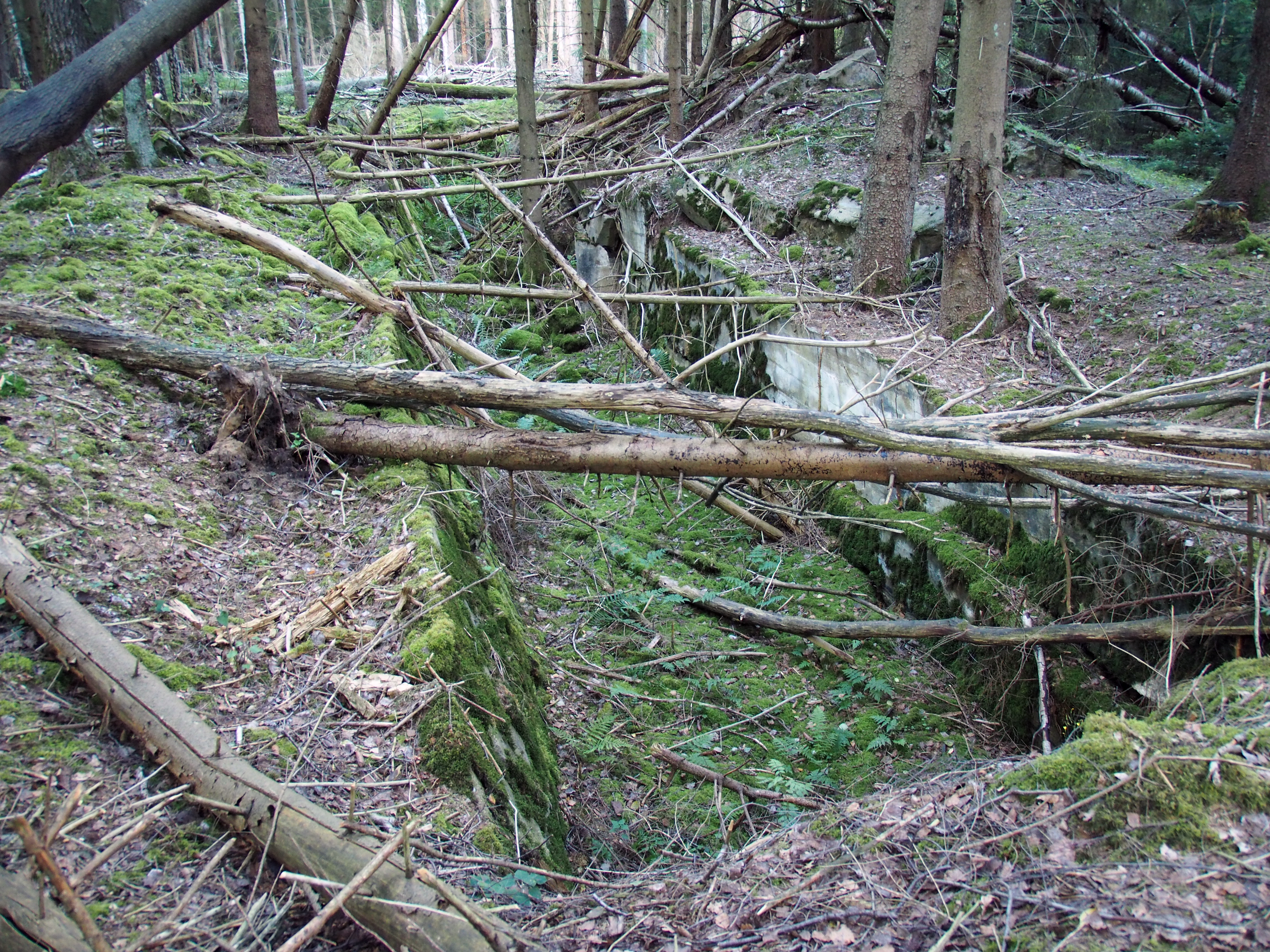
Montagegrube?
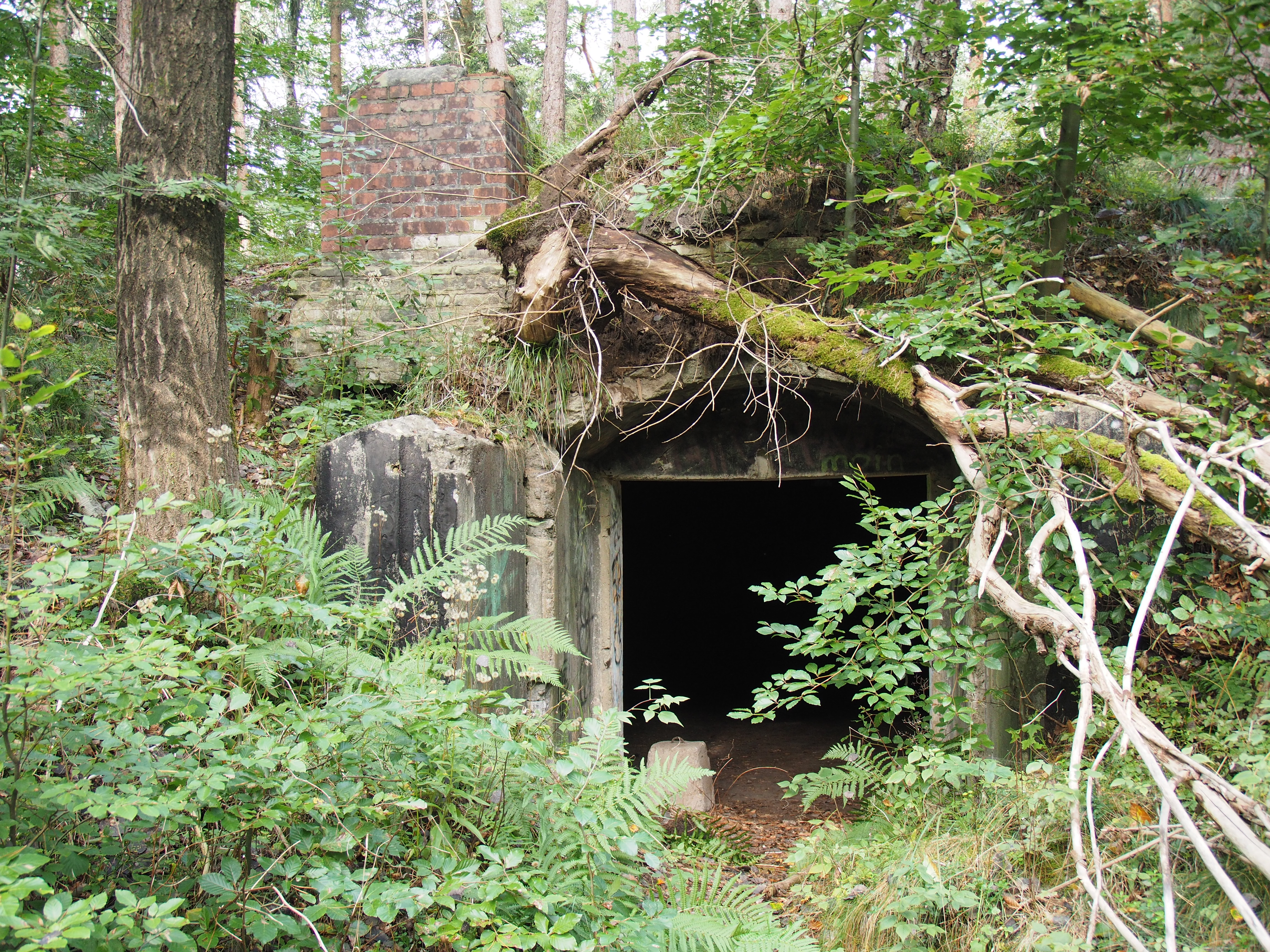
Eingang zu einem noch weitgehend intakten Bunker (großer Typ)
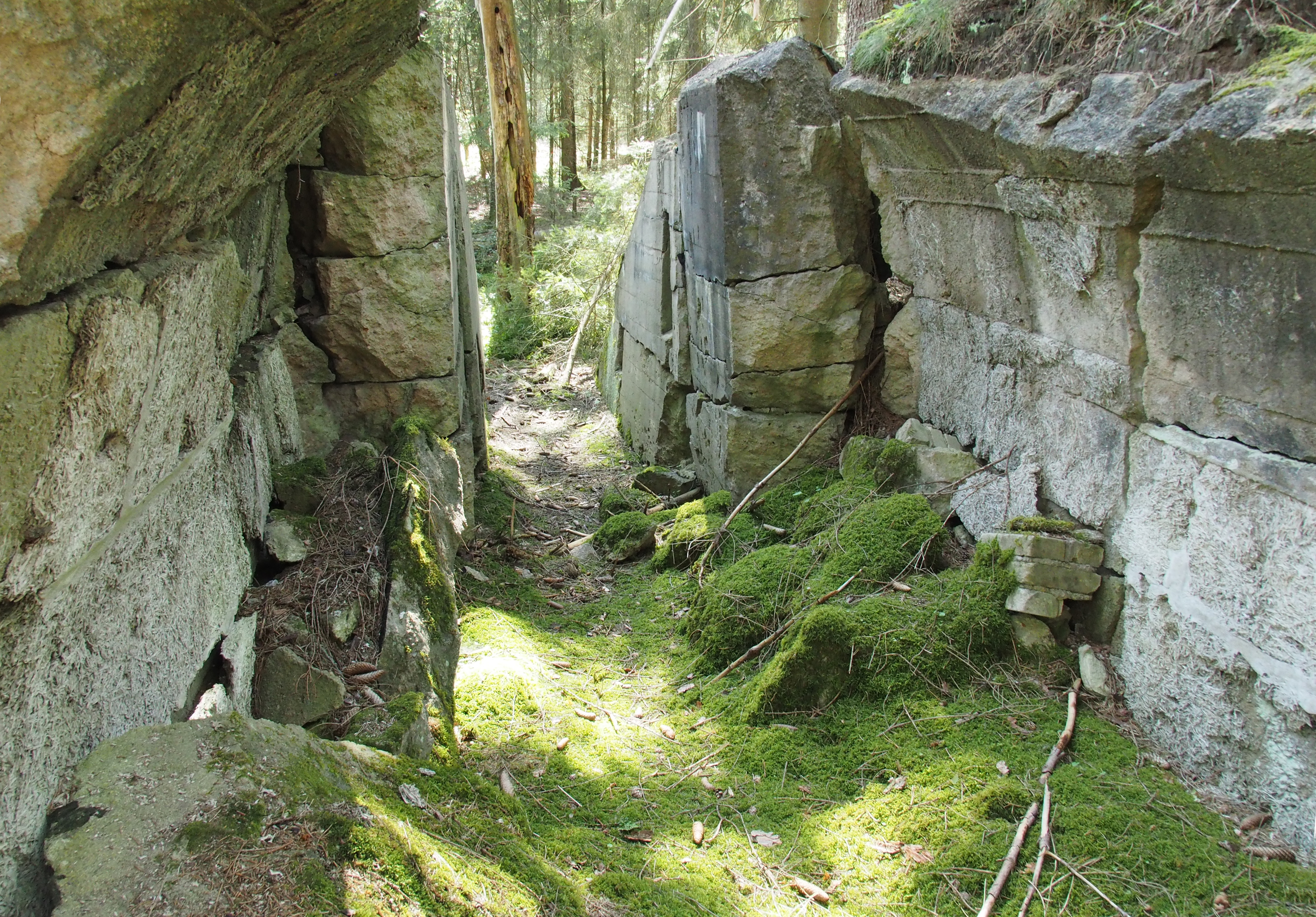
Gesprengter Bunker (kleiner Typ)
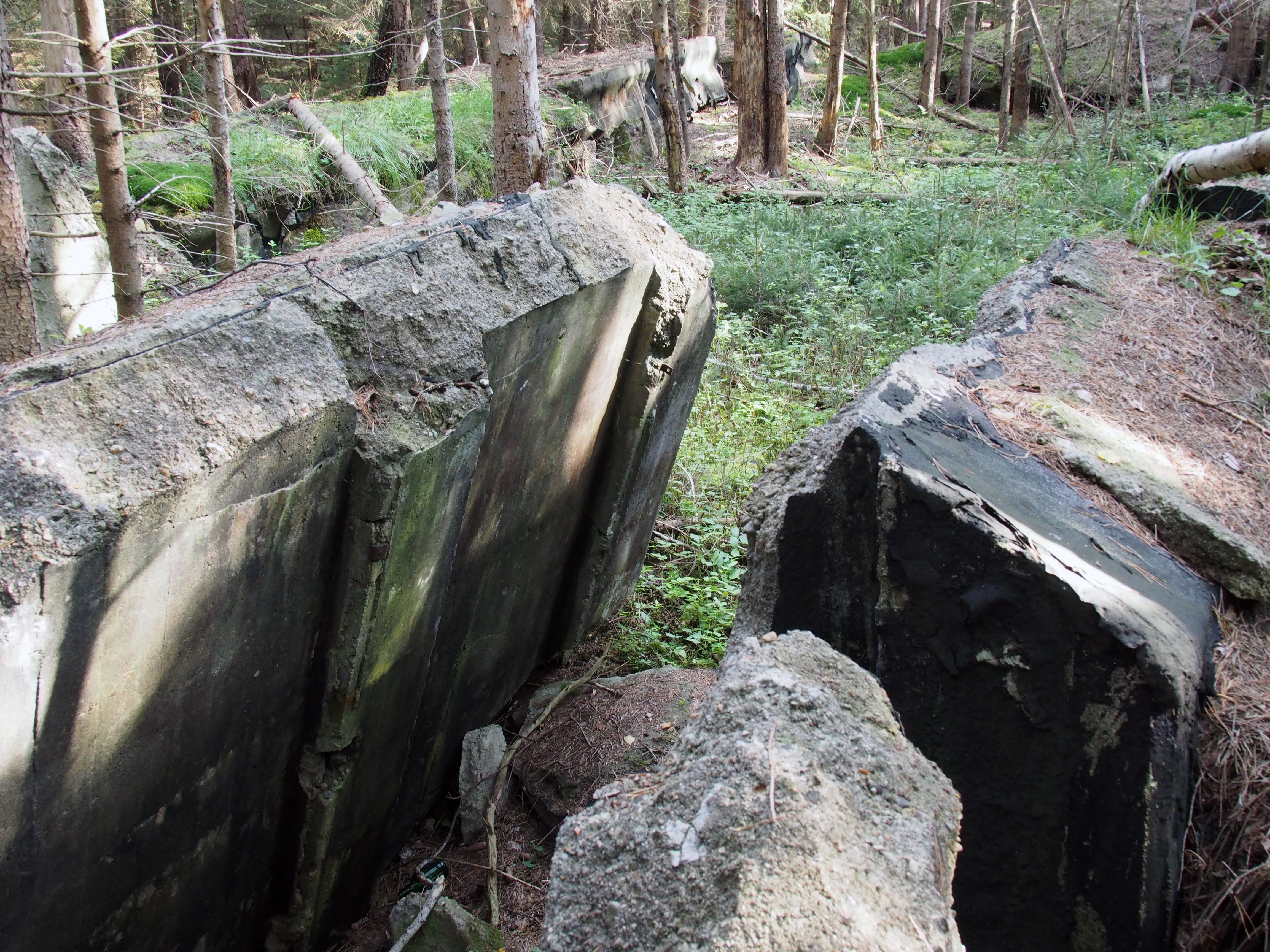
Gesprengter Bunker (großer Typ)
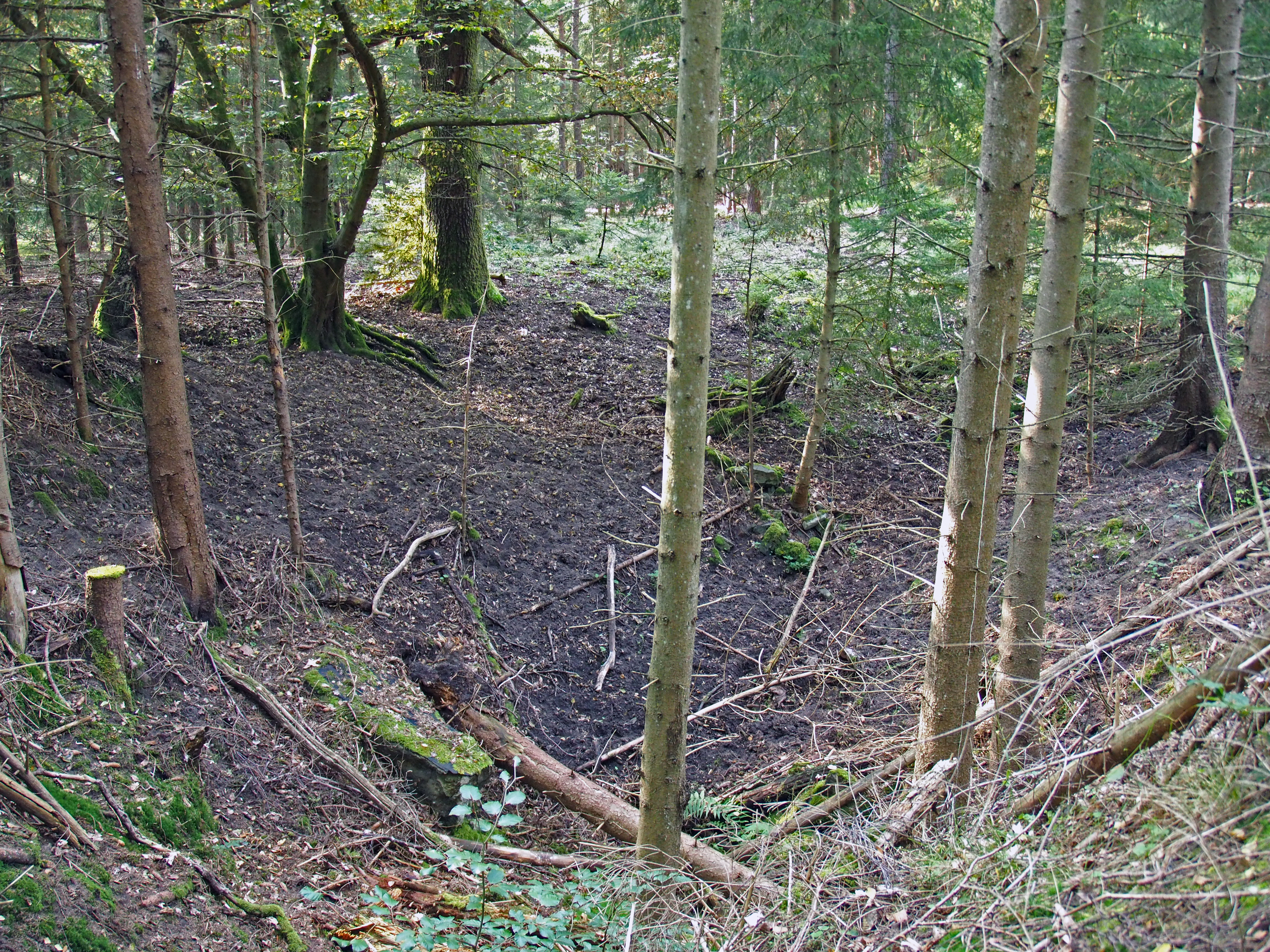
Sprengkrater
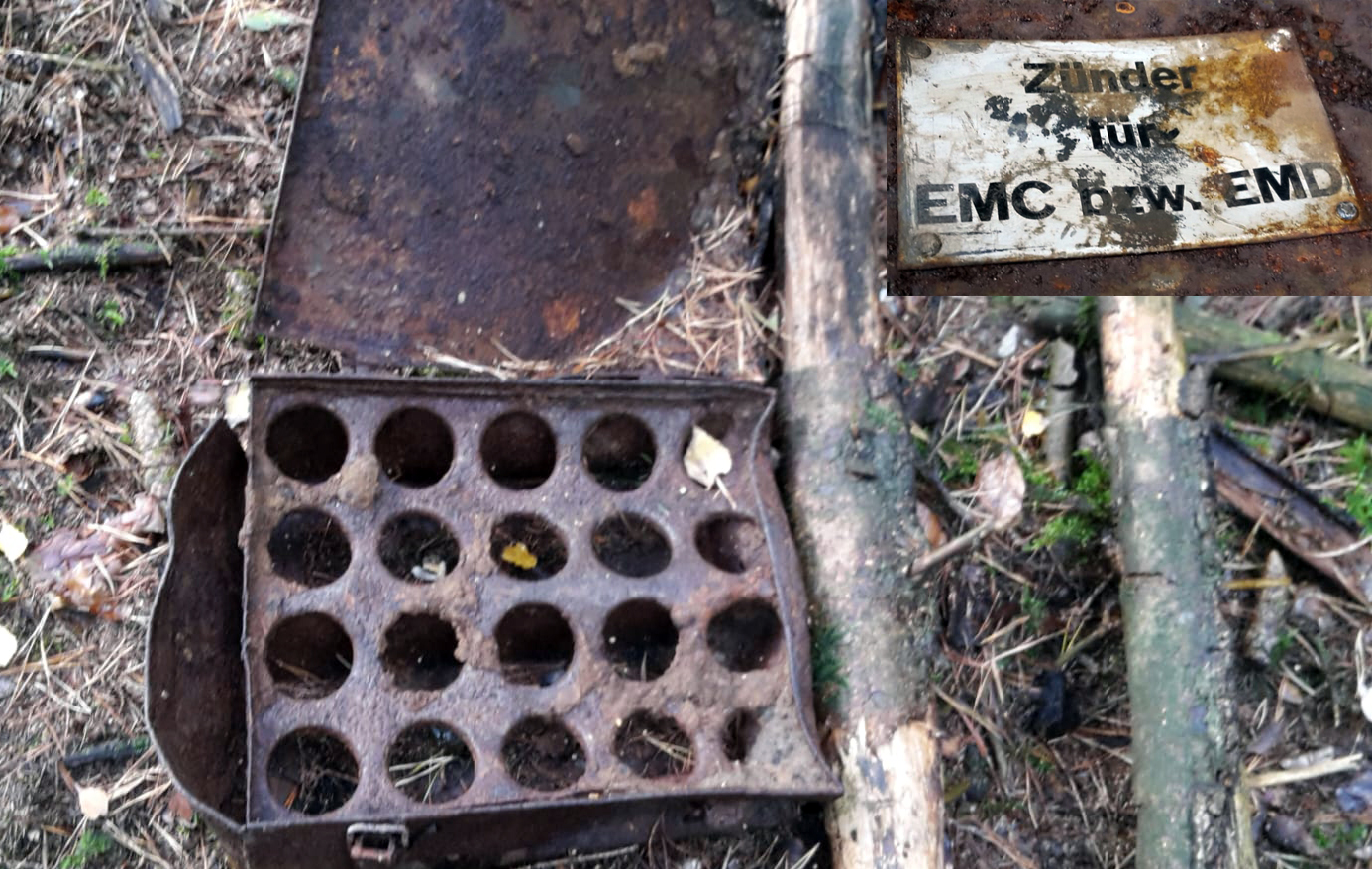
Transportkiste für Seeminenzünder